# 秀水派
秀水派，为清朝著名文学流派，以诗歌闻名。秀水派又称秀水诗派。秀水派主要代表诗人大多来自浙江，活跃于浙西。起源中心在今浙江省嘉兴市，以嘉兴秀水镇命名。繁盛于清朝乾隆嘉庆时期。

## 代表诗人
秀水派著名诗人有：
钱载，王又曾，万光泰，朱沛然，汪孟鋗，祝维浩，仲沛，陈向中，等等

## 评论
- 《清史稿·钱载传》：“……论诗宗黄庭坚，谓当辞必己出，不主故常。载初与定交，晚登第，乃为门下门生；诗亦宗庭坚，险入横出，崭然成一家。同县王又曾、万光泰辈相与唱酬，号秀水派。”
- 《山西广灵县名宦朱君事状》作者钱仪吉言：“本朝自君家竹垞太史名重海内，世谓秀水派，乾隆间吾从父箨石（钱载）先生父子、汪厚石（孟鋗）、桐石（仲鈖）兄弟及王谷原（又曾）孝廉、万柘坡（光泰）诸先生振兴古学，君与同里蒋先生元龙及寓公戚先生芸生，皆学诗于箨石先生……”
- 《滮湖遗老集序》作者朱孝臧言“国朝携李诗人竹垞为博大之宗，佐之者倦圃、秋锦、青士也。箨石一变而为奥折，以经义纬之、佐之者襄七、谷原也。衍之者梓庐、衍石也，至乙庵沈氏，益恢奇元所不学，以至于无学，竹垞一灯，流衍之远，持择之精，几如唐之韩门，非他人所能比并。”